# الیزابت، ایلینوی
الیزابت (به انگلیسی: Elizabeth) یک روستا در ایالات متحده آمریکا است که در ایلینوی واقع شده‌است. الیزابت ۲٫۱۰ کیلومتر مربع مساحت و ۷۶۱ نفر جمعیت دارد و ۲۴۴٫۱۵ متر بالاتر از سطح دریا واقع شده‌است.